# Neuhaus (Oste)
Neuhaus község Németországban, Alsó-Szászországban, a Cuxhaveni járásban. Lakosainak száma 1089 fő (2023. december 31.).

## Látnivalók
- A múzeum
- Die Ausstellung Kunst & Kram kiállítás a schleusenplatzi házbab
- A templom Emmauskirche
- A zsilip
- A kötélpálya
- A kikötők
- A szeszgyár
- A regi út a gáton
- A gabonasiló

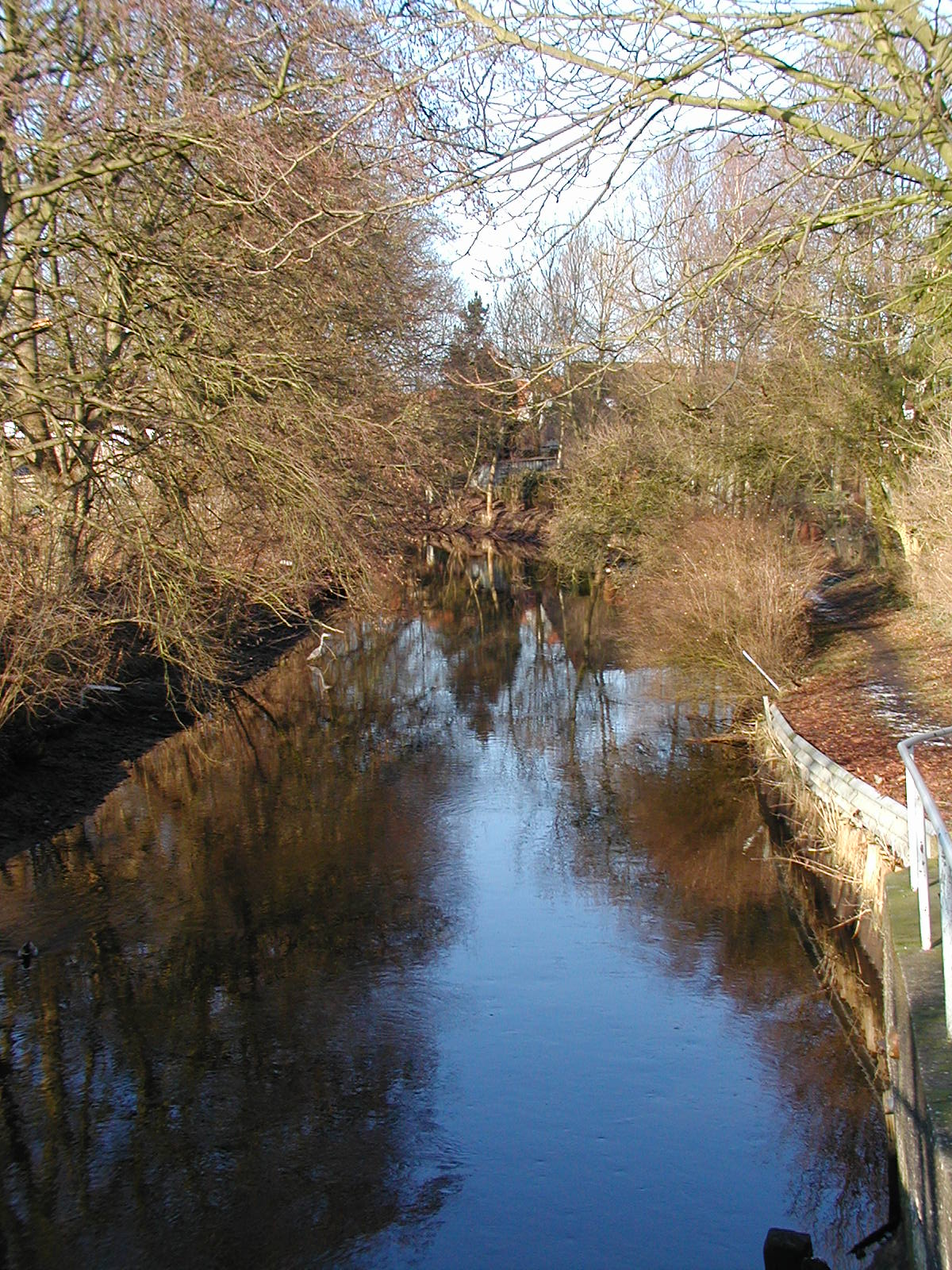
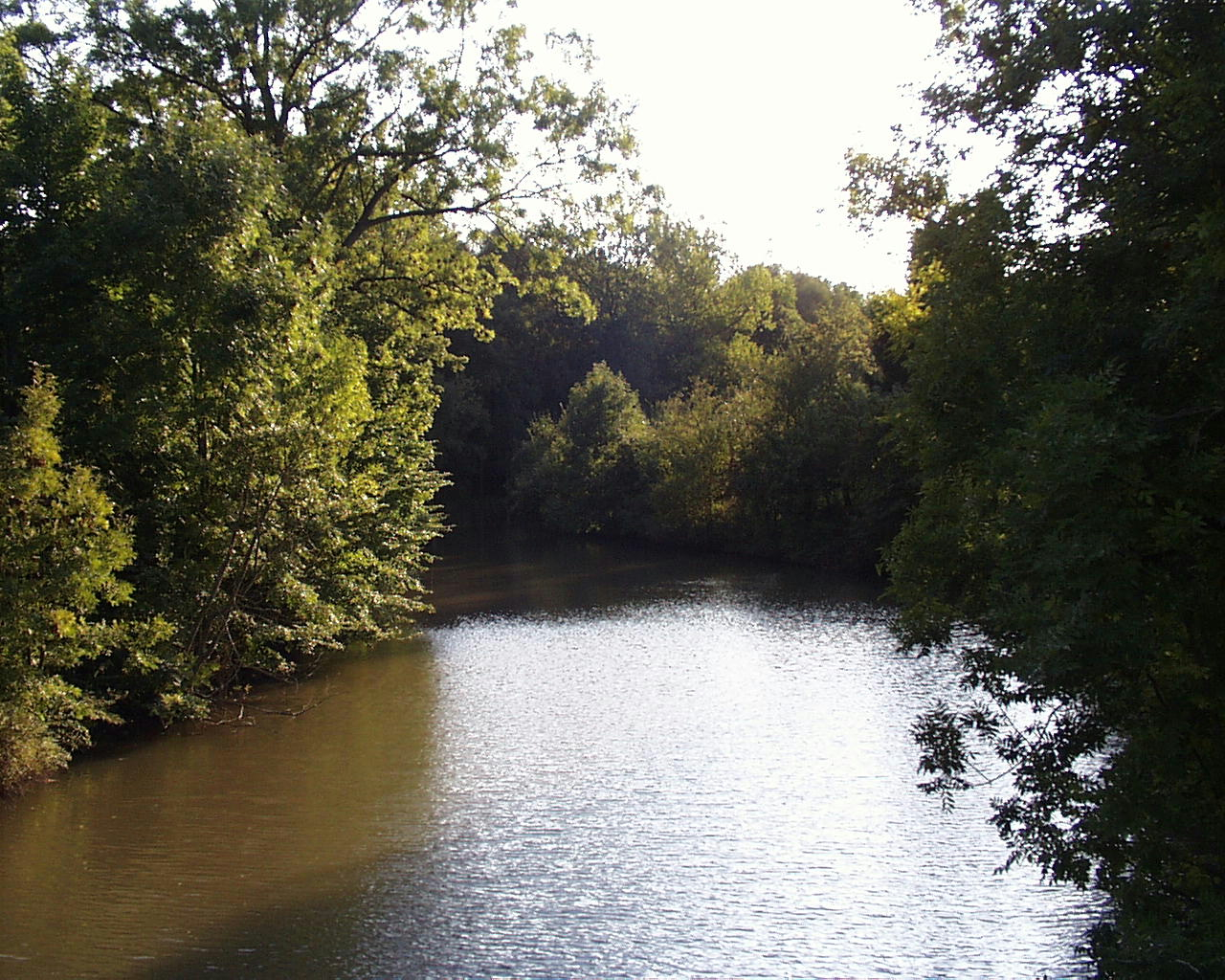
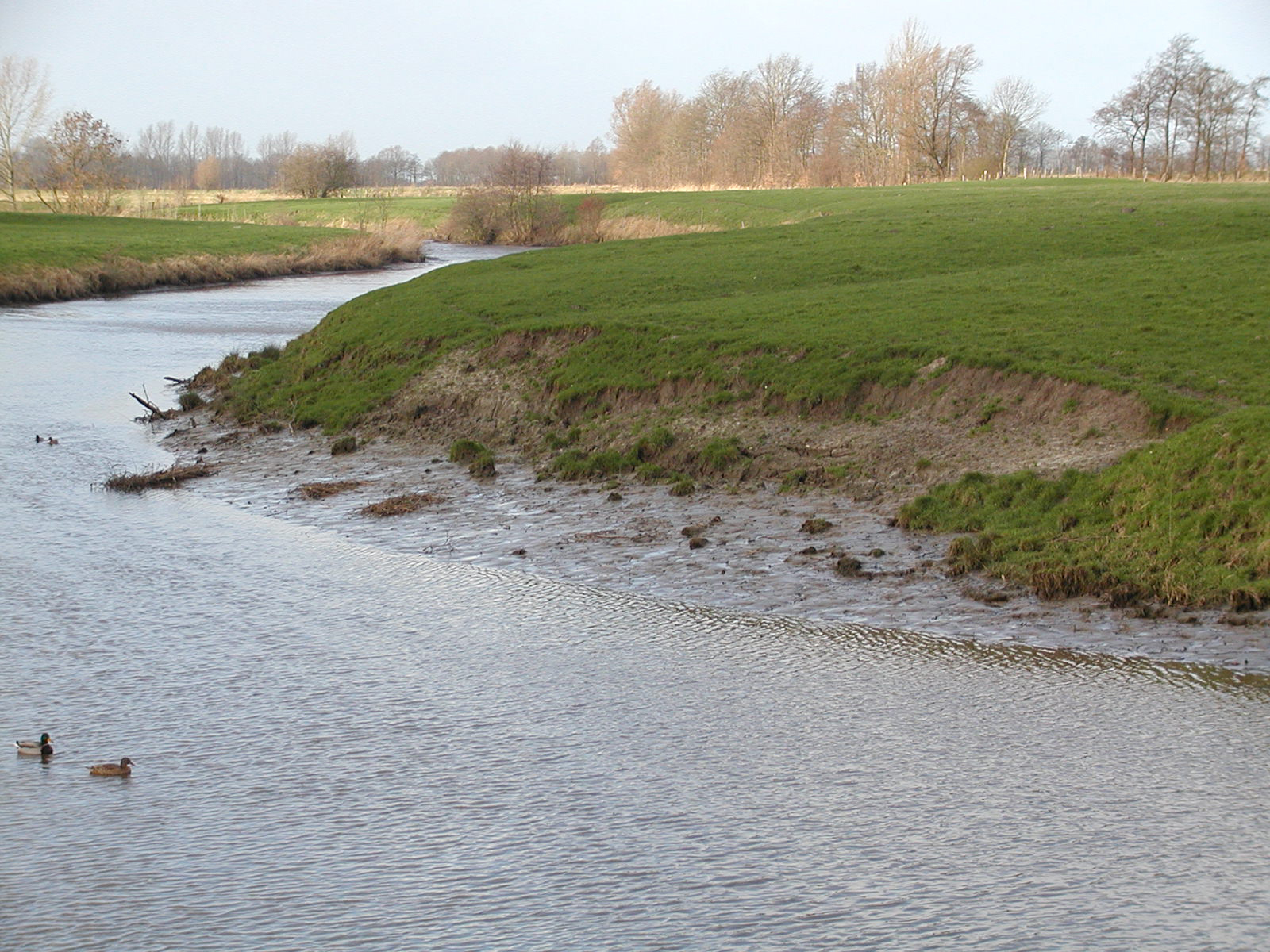
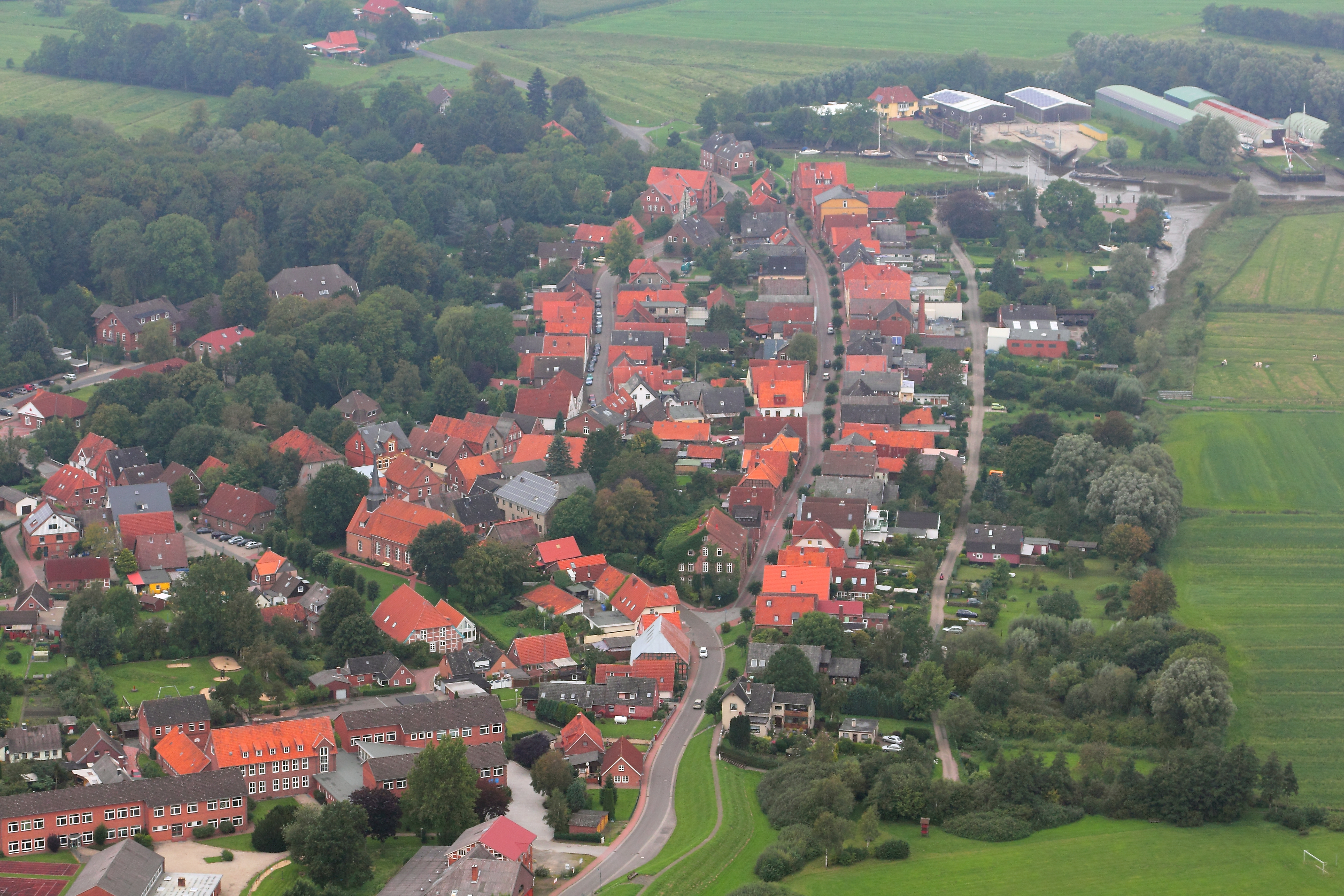
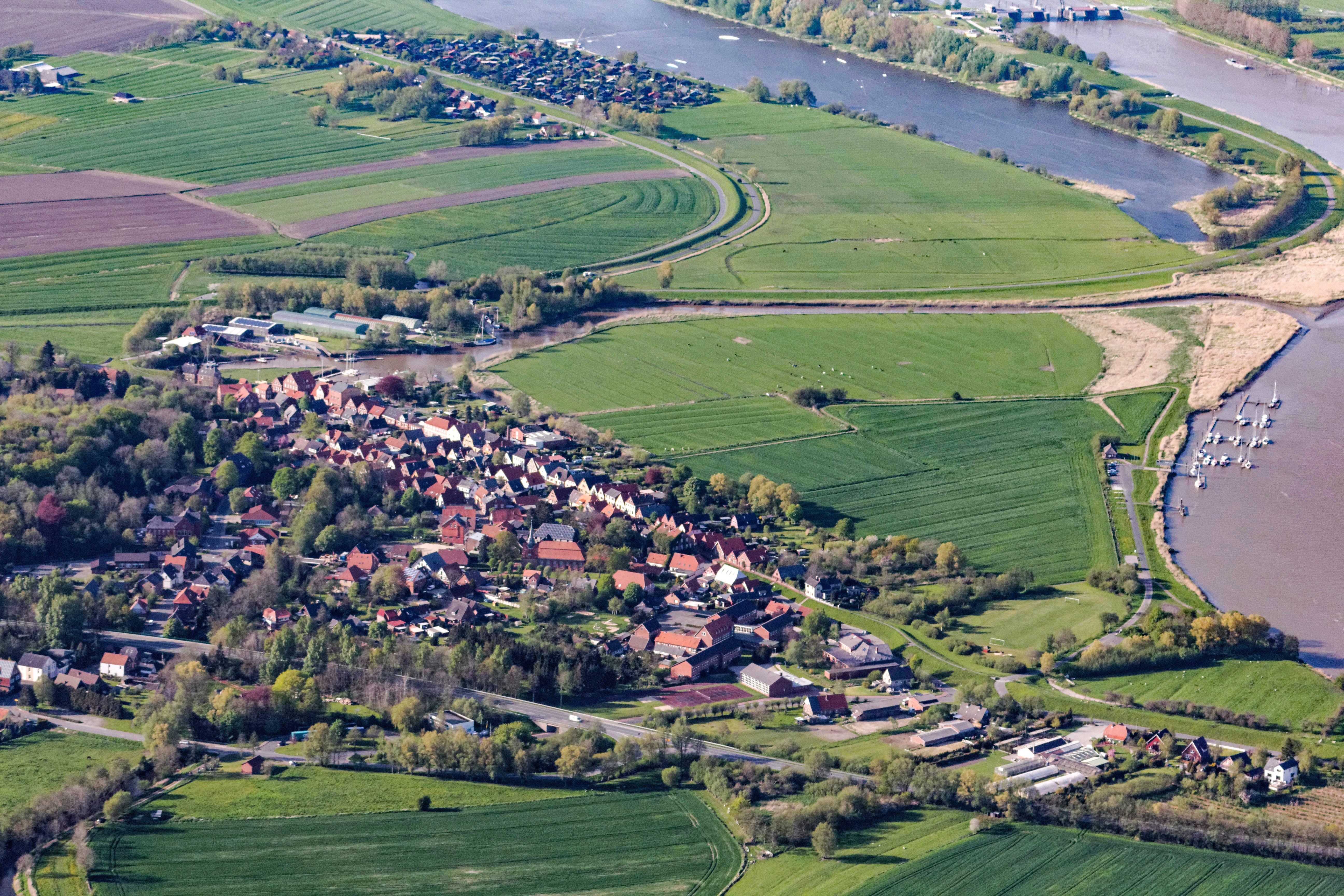
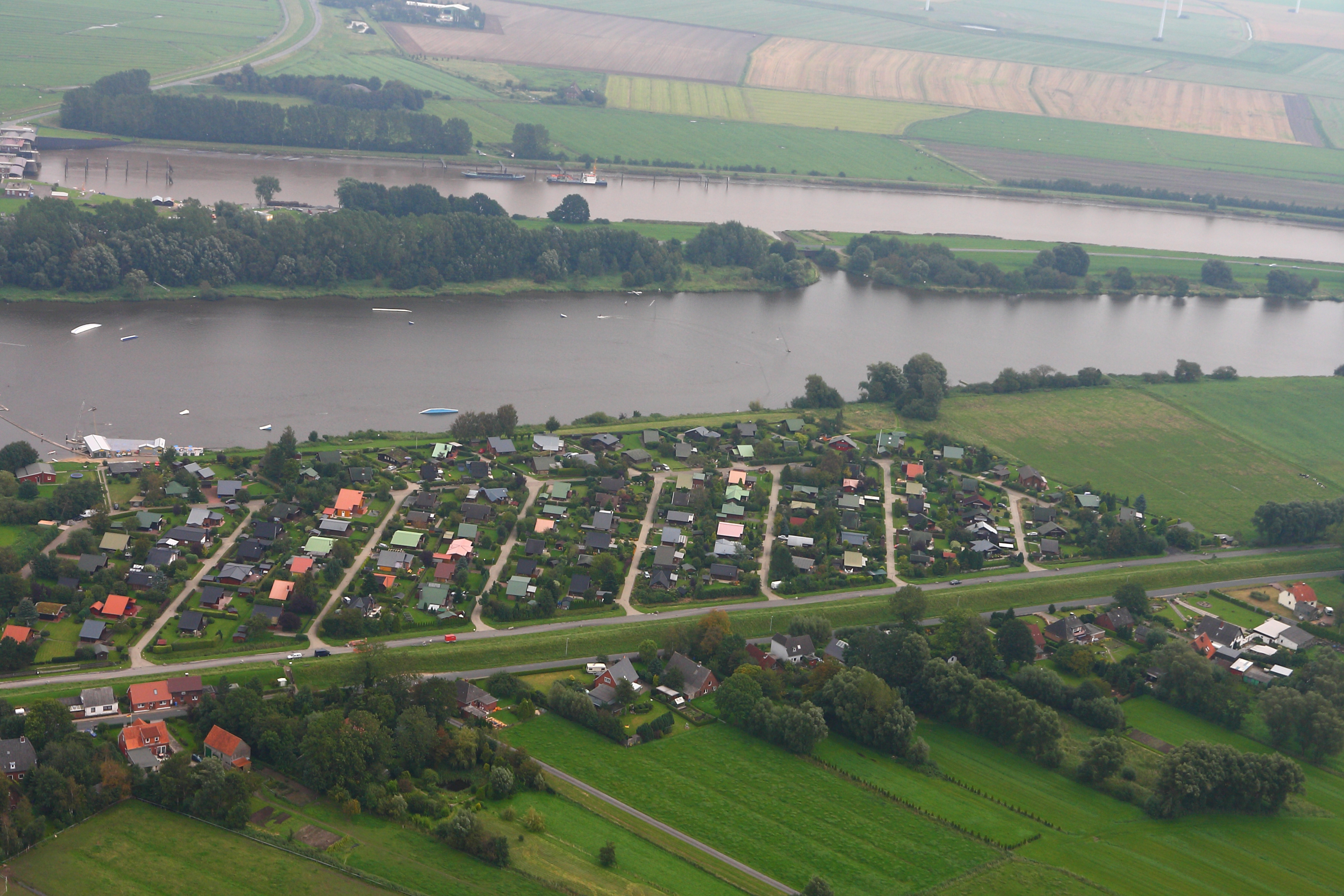
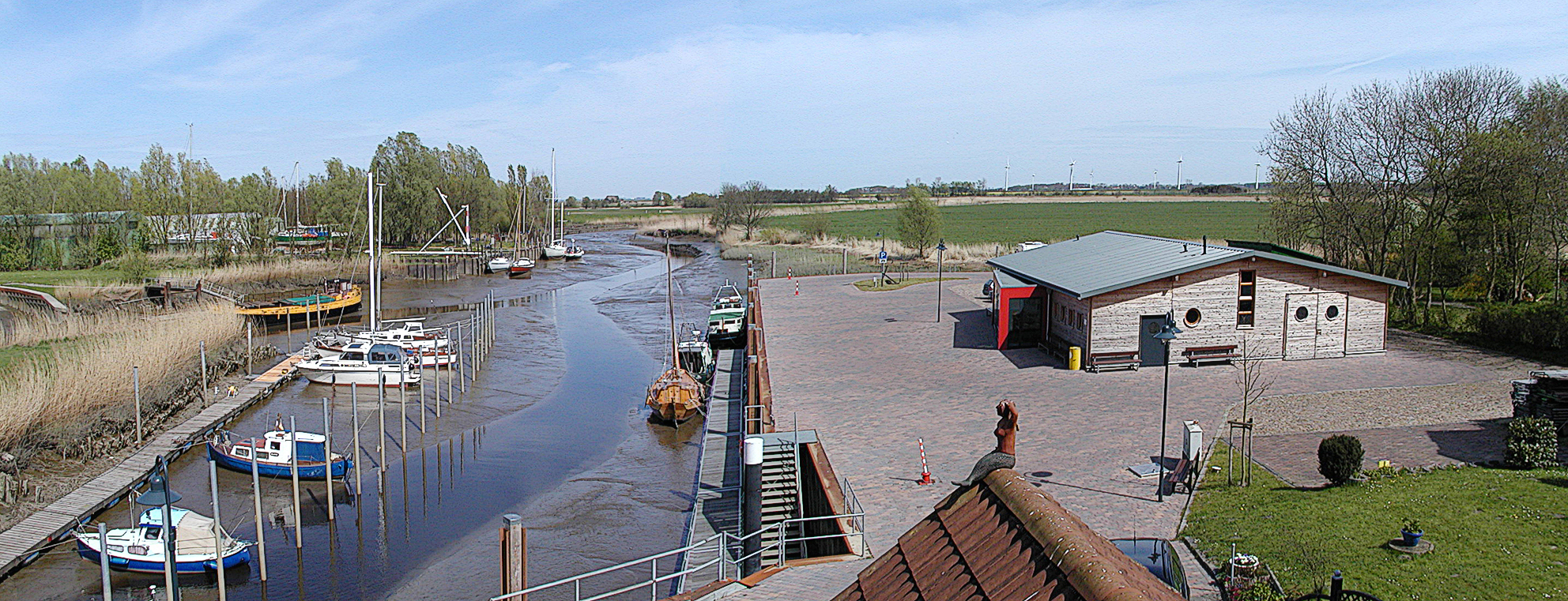
A kis kikötő
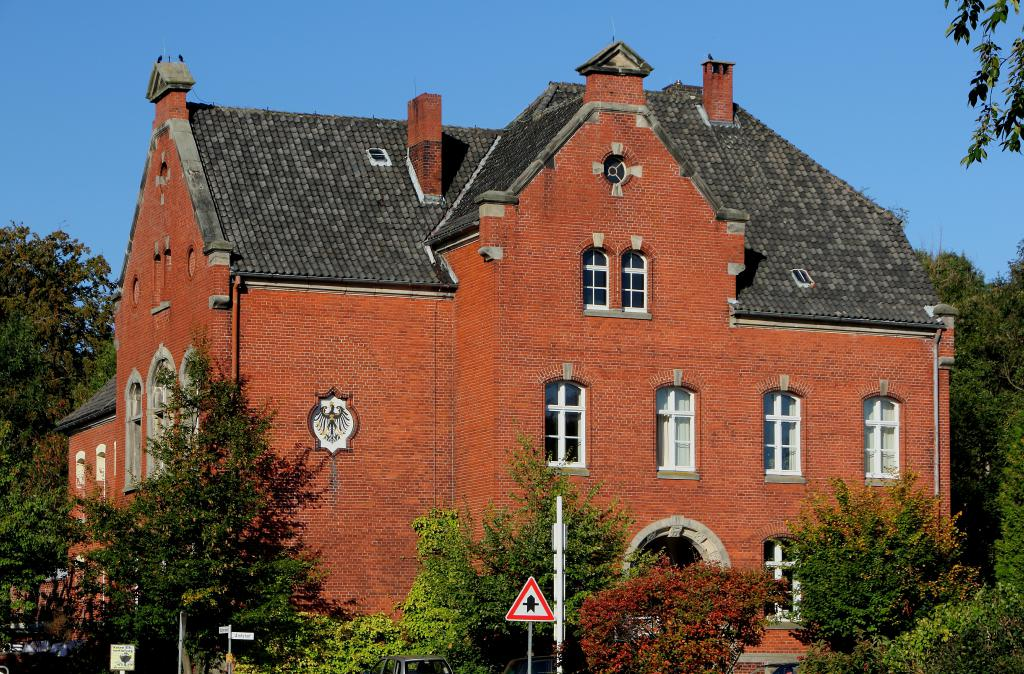
A volt bírósági épület
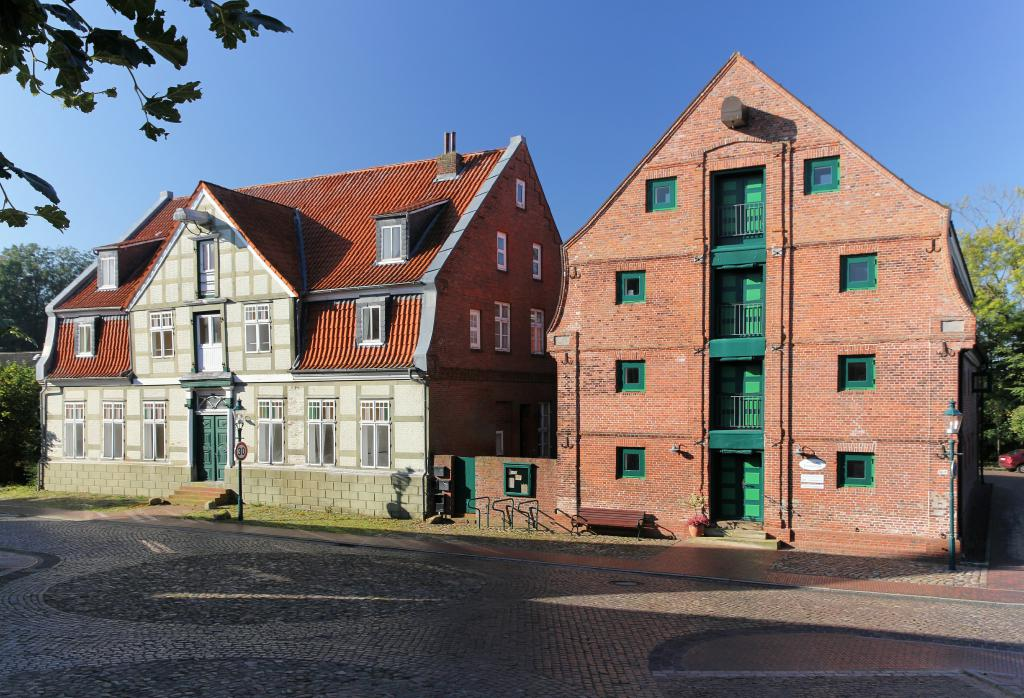
A gabonasiló
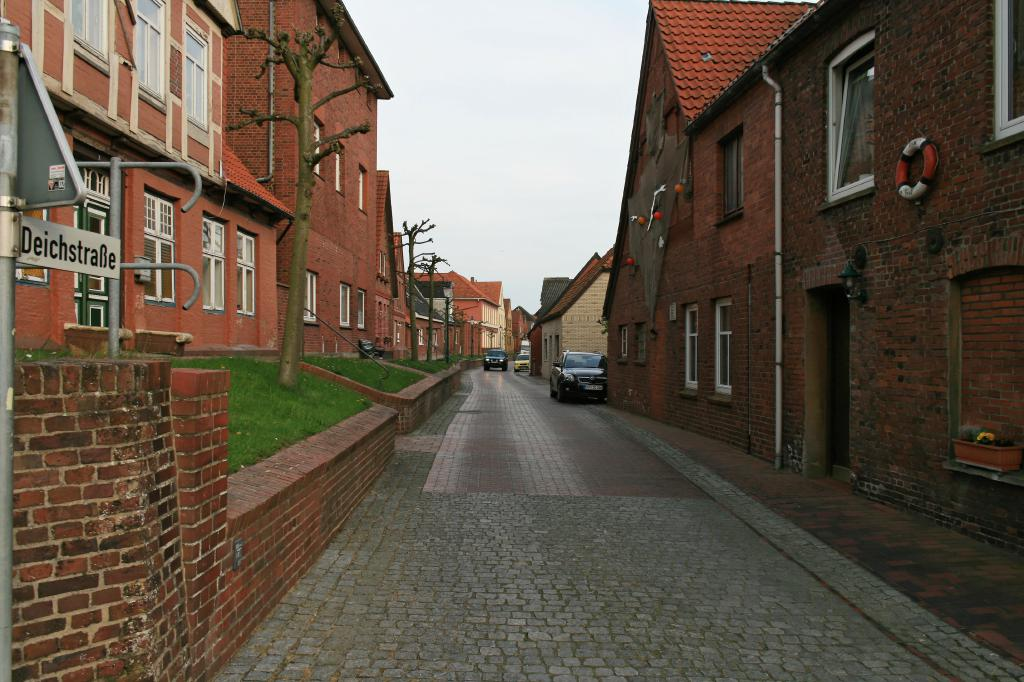
A regi út a gáton
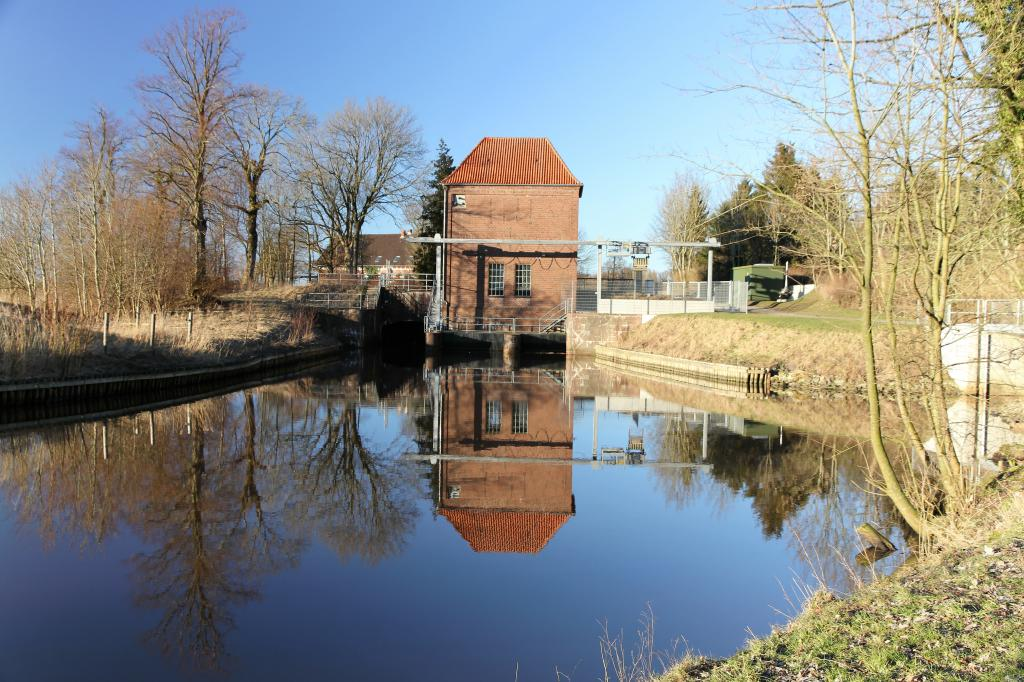
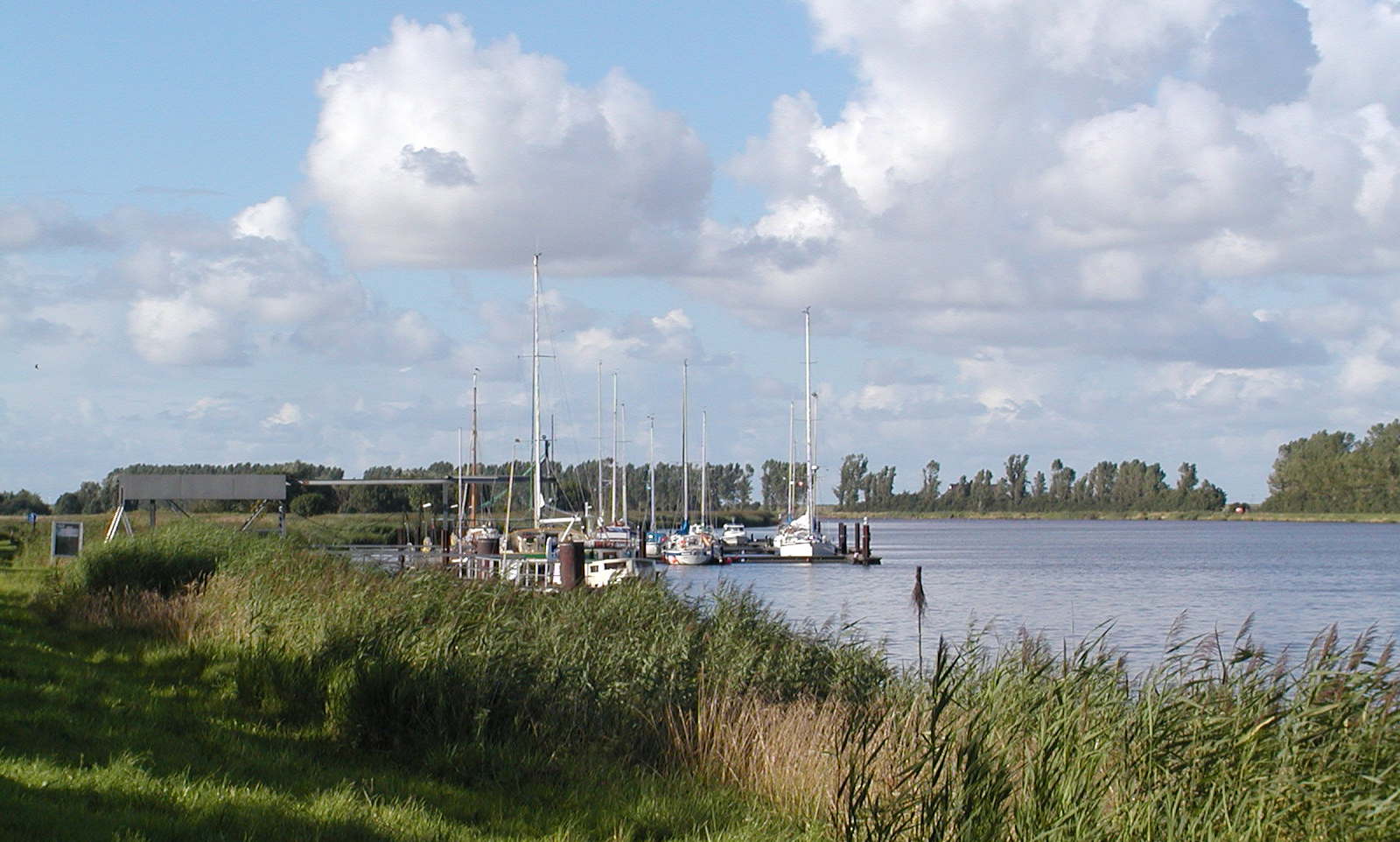
A kikötő